# Xin'an, Qimen
Xin'an är en köping i östra Kina. Den ligger i Qimen härad i staden Huangshan i provinsen Anhui, omkring 220 kilometer söder om provinshuvudstaden Hefei. Antalet invånare är 5 556. Befolkningen består av 2 687 kvinnor och 2 869 män. Barn under 15 år utgör 17,0 %, vuxna 15-64 år 72 %, och äldre över 65 år 10,0 %.